# Глазачи (Тверская область)
Глазачи — деревня в Удомельском городском округе Тверской области.

## География
Деревня находится в северной части Тверской области на расстоянии приблизительно 14 км на запад по прямой от железнодорожного вокзала города Удомля у северо-западного берега озера Маги.

## История
Впервые упоминается в 1545 году. В 1840 году Глазачи приобретают помещики Крекшины. Дворов (хозяйств) было 28 (1859 год), 53 (1886), 41 (1911), 44 (1958), 22 (1986), 15 (2000). В советский период истории работали колхозы им. Горького, «Путь Ленин», «За коммунизм» и совхоз «Прожектор». До 2015 года входила в состав Копачёвского сельского поселения до упразднения последнего. С 2015 года в составе Удомельского городского округа.

## Население
Численность населения: 176 человек (1859 год), 266 (1886), 256 (1911), 102 (1958), 29(1986), 19 (русские 68 %, цыгане 32 %) в 2002 году, 14 в 2010.